# Вајтвил (Тенеси)
Вајтвил (енгл. Whiteville) град је у америчкој савезној држави Тенеси.

## Демографија
По попису из 2010. године број становника је 4.638, што је 1.49 (47,3%) становника више него 2000. године.
| Група             | 2000.         | 2010.         |
| Белци             | 1.179 (37,5%) | 1.765 (38,1%) |
| Афроамериканци    | 1.918 (60,9%) | 2.792 (60,2%) |
| Азијати           | 2 (0,1%)      | 4 (0,1%)      |
| Хиспаноамериканци | 24 (0,8%)     | 63 (1,4%)     |
| Укупно            | 3.148         | 4.638         |